# Fabio Tamburini
Fabio Tamburini (Milán, 23 de junio de 1954) es un periodista y escritor italiano. Desde el 12 de septiembre de 2018 es director del diario económico Il Sole 24 Ore.

## Biografía
Licenciado en jurisprudencia, comenzó a trabajar como periodista en el periódico mensual Expansión y luego fue nombrado vicedirector del semanal MF Milano Finanza. Fue redactor económico del diario La Repubblica en Milán, donde fue adjunto al redactor jefe.
Más tarde, empezó a trabajar para Il Sole 24 Ore, del que fue jefe de redacción y jefe del semanal Il Mondo. Entre 2010 y 2013 fue gerente de Radio 24 y de la agencia de información del Grupo 24 Ore Radiocor .
Más tarde asumió la vicedirección de la agencia de información Agenzia Nazionale Stampa Associata (ANSA).
El 11 de septiembre de 2018 sucedió a Guido Gentili como director del diario Il Sole 24 Ore, pasando Gianfranco Fabi a la gerencia de Radio 24 y de la agencia de prensa Radiocor .
Ha sido profesor de Historia económica y de Economía financiera en la Universidad de Nápoles Federico II y de Economía y Comercio en la Universidad de Parma. 

## Obras
- Un siciliano a Milano, Longanesi, 1992. ISBN 978-8830410725
- Misteri d'Italia, Longanesi, 1995. ISBN 978-8830413337
- Affari in Piazza. La storia della borsa nel racconto dei suoi protagonisti, Longanesi, 2001. ISBN 978-8830418257
- Storie di borsa quotidiana. I protagonisti dell'economia e della finanza raccontano come è cambiata Piazza Affari e la crescita del mondo imprenditoriale italiano, Il Sole 24 Ore, 2008. ISBN 978-8883639203
- Wall Street: la stangata. Cosa abbiamo imparato per non perdere più soldi, Baldini Castoldi Dalai, 2009. ISBN 978-8860736710